# Empoasca cinqosa
Empoasca cinqosa är en insektsart som beskrevs av Webb 1980. Empoasca cinqosa ingår i släktet Empoasca och familjen dvärgstritar. Inga underarter finns listade i Catalogue of Life.